# Tombe dei sovrani di Russia
Questo è l'elenco dei luoghi di sepoltura dei sovrani di Russia.
N.B.: Gli anni indicati tra parentesi posti immediatamente sotto il nome del sovrano sono le date di nascita e di morte del sovrano. Gli anni indicati sotto l'immagine della corona sono invece gli anni di regno.

## Zar di Russia (1547-1721)

### Rurik (1547-1598)
| Sovrano                                                    | Immagine del sovrano | Luogo di sepoltura                                         | Immagine della tomba |
| ---------------------------------------------------------- | -------------------- | ---------------------------------------------------------- | -------------------- |
| Ivan IV il Terribile (1530-1584) Zar di Russia (1547-1584) |                      | Cattedrale dell'Arcangelo Michele, Cremlino, Mosca, Russia |                      |
| Fëdor I (1557-1598) Zar di Russia (1584-1598)              |                      | Cattedrale dell'Arcangelo Michele, Cremlino, Mosca, Russia |                      |

### Godunov (1598-1605)
| Sovrano                                     | Immagine del sovrano                                                           | Luogo di sepoltura                                          | Immagine della tomba |
| ------------------------------------------- | ------------------------------------------------------------------------------ | ----------------------------------------------------------- | -------------------- |
| Boris (1551-1605) Zar di Russia (1598-1605) |                                                                                | Monastero Varsonofevsky, Mosca, Russia (sepoltura iniziale) | N.D.                 |
| Boris (1551-1605) Zar di Russia (1598-1605) | Mausoleo Godunov, Monastero della Trinità di San Sergio, Sergiev Posad, Russia |                                                             |                      |
| Fëdor II (1589-1605) Zar di Russia (1605)   |                                                                                | Monastero Varsonofevsky, Mosca, Russia (sepoltura iniziale) | N.D.                 |
| Fëdor II (1589-1605) Zar di Russia (1605)   | Mausoleo Godunov, Monastero della Trinità di San Sergio, Sergiev Posad, Russia |                                                             |                      |

### Usurpatore Pseudo-Rurik (1605-1606)
| Sovrano                                               | Immagine del sovrano | Luogo di sepoltura | Immagine della tomba |
| ----------------------------------------------------- | -------------------- | ------------------ | -------------------- |
| Falso Dimitri I (1582-1606) Zar di Russia (1605-1606) |                      | Nessuno            | —                    |

### Šujskij (1606-1610)
| Sovrano                                          | Immagine del sovrano | Luogo di sepoltura                                         | Immagine della tomba |
| ------------------------------------------------ | -------------------- | ---------------------------------------------------------- | -------------------- |
| Basilio IV (1552-1612) Zar di Russia (1606-1610) |                      | Cattedrale dell'Arcangelo Michele, Cremlino, Mosca, Russia |                      |

### Vasa (1610-1613)
| Sovrano                                        | Immagine del sovrano | Luogo di sepoltura                      | Immagine della tomba |
| ---------------------------------------------- | -------------------- | --------------------------------------- | -------------------- |
| Ladislao (1595-1648) Zar di Russia (1610-1613) |                      | Cattedrale del Wawel, Cracovia, Polonia |                      |

### Romanov (1613-1721)
| Sovrano                                                  | Immagine del sovrano | Luogo di sepoltura                                                                       | Immagine della tomba |
| -------------------------------------------------------- | -------------------- | ---------------------------------------------------------------------------------------- | -------------------- |
| Michele (1596-1645) Zar di Russia (1613-1645)            |                      | Cattedrale dell'Arcangelo Michele, Cremlino, Mosca, Russia                               |                      |
| Alessio (1629-1676) Zar di Russia (1645-1676)            |                      | Cattedrale dell'Arcangelo Michele, Cremlino, Mosca, Russia                               |                      |
| Fëdor III (1661-1682) Zar di Russia (1676-1682)          |                      | Cattedrale dell'Arcangelo Michele, Cremlino, Mosca, Russia                               |                      |
| Pietro I il Grande (1672-1725) Zar di Russia (1682-1721) |                      | Cattedrale dei Santi Pietro e Paolo, Fortezza di Pietro e Paolo, San Pietroburgo, Russia |                      |
| Ivan V (1666-1696) Zar di Russia (1682-1696)             |                      | Cattedrale dell'Arcangelo Michele, Cremlino, Mosca, Russia                               |                      |

## Imperatori di Russia (1721-1917)

### Romanov (1721-1917)
| Sovrano                                                             | Immagine del sovrano                                                                     | Luogo di sepoltura                                                                       | Immagine della tomba |
| ------------------------------------------------------------------- | ---------------------------------------------------------------------------------------- | ---------------------------------------------------------------------------------------- | -------------------- |
| Pietro I il Grande (1672-1725) Imperatore di Russia (1721-1725)     |                                                                                          | Cattedrale dei Santi Pietro e Paolo, Fortezza di Pietro e Paolo, San Pietroburgo, Russia |                      |
| Caterina I (1684-1727) Imperatrice di Russia (1725-1727)            |                                                                                          | Cattedrale dei Santi Pietro e Paolo, Fortezza di Pietro e Paolo, San Pietroburgo, Russia |                      |
| Pietro II (1715-1730) Imperatore di Russia (1727-1730)              |                                                                                          | Cattedrale dell'Arcangelo Michele, Cremlino, Mosca, Russia                               |                      |
| Anna (1693-1740) Imperatrice di Russia (1730-1740)                  |                                                                                          | Cattedrale dei Santi Pietro e Paolo, Fortezza di Pietro e Paolo, San Pietroburgo, Russia |                      |
| Ivan VI (1740-1764) Imperatore di Russia (1740-1741)                |                                                                                          | Fortezza di Orešek, Šlissel'burg, Russia                                                 |                      |
| Elisabetta (1709-1762) Imperatrice di Russia (1741-1762)            |                                                                                          | Cattedrale dei Santi Pietro e Paolo, Fortezza di Pietro e Paolo, San Pietroburgo, Russia |                      |
| Pietro III (1728-1762) Imperatore di Russia (1762)                  |                                                                                          | Chiesa dell'Annunciazione, San Pietroburgo, Russia (sepoltura iniziale)                  | N.D.                 |
| Pietro III (1728-1762) Imperatore di Russia (1762)                  | Cattedrale dei Santi Pietro e Paolo, Fortezza di Pietro e Paolo, San Pietroburgo, Russia |                                                                                          |                      |
| Caterina II la Grande (1729-1796) Imperatrice di Russia (1762-1796) |                                                                                          | Cattedrale dei Santi Pietro e Paolo, Fortezza di Pietro e Paolo, San Pietroburgo, Russia |                      |
| Paolo (1754-1801) Imperatore di Russia (1796-1801)                  |                                                                                          | Cattedrale dei Santi Pietro e Paolo, Fortezza di Pietro e Paolo, San Pietroburgo, Russia |                      |
| Alessandro I (1777-1825) Imperatore di Russia (1801-1825)           |                                                                                          | Cattedrale dei Santi Pietro e Paolo, Fortezza di Pietro e Paolo, San Pietroburgo, Russia |                      |
| Nicola I (1796-1855) Imperatore di Russia (1825-1855)               |                                                                                          | Cattedrale dei Santi Pietro e Paolo, Fortezza di Pietro e Paolo, San Pietroburgo, Russia |                      |
| Alessandro II (1818-1881) Imperatore di Russia (1855-1881)          |                                                                                          | Cattedrale dei Santi Pietro e Paolo, Fortezza di Pietro e Paolo, San Pietroburgo, Russia |                      |
| Alessandro III (1845-1894) Imperatore di Russia (1881-1894)         |                                                                                          | Cattedrale dei Santi Pietro e Paolo, Fortezza di Pietro e Paolo, San Pietroburgo, Russia |                      |
| Nicola II (1868-1918) Imperatore di Russia (1894-1917)              |                                                                                          | Ganina Jama, Koptjaki, Russia (sepoltura iniziale)                                       | N.D.                 |
| Nicola II (1868-1918) Imperatore di Russia (1894-1917)              | Porosyonkov Log, Koptjaki, Russia (seconda sepoltura)                                    | N.D.                                                                                     |                      |
| Nicola II (1868-1918) Imperatore di Russia (1894-1917)              | Cattedrale dei Santi Pietro e Paolo, Fortezza di Pietro e Paolo, San Pietroburgo, Russia |                                                                                          |                      |